# کرم‌های زبانه‌ای
زَبانَکان (نام علمی: Pentastomida) که بیشتر به نام کرم‌های زبانه‌ای معروف‌اند، گروهی از بی‌مهرگان انگلی هستند که ریخت ظاهری برخی از گونه‌هایشان به زبان و زبانه همانندی دارد.
معنی واژگانی نام علمی آن «پنج‌روزنه» است.